# Peisandros (Sohn des Maimalos)
Peisandros (altgriechisch Πείσανδρος Peísandros) ist eine Gestalt der griechischen Mythologie.
Peisandros war einer der fünf Heerführer der Myrmidonen vor Troja, gehörte also zu dem von Achilleus geführten Kontingent im Trojanischen Krieg. Er war der Sohn des Maimalos und unter den Myrmidonen nach Achilleus der beste Lanzenkämpfer.

## Quelle
- Homer, Ilias 16,193–195